# 아이 페달

아이 페달(i-Pedal)은 가속 페달 조작만으로 가속과 감속, 정차까지 가능하게 돕는 기능이다.

## 상세
아이 페달은 회생제동 시스템을 이용해 작동하는 현대자동차그룹의 전기차 특화 기능 중 하나며, 정차 제어에 따라 아이 페달 1.0, 2.0, 3.0으로 구분된다.

### 아이 페달 1.0
아이 페달 1.0은 좌측 패들쉬프트를 누르는 동안 최대 감속도로 주행 속도를 줄여 정차하는 기능이며, 현대자동차 코나 일렉트릭 1세대에 적용됐다.

### 아이 페달 2.0
아이 페달 2.0은 회생제동 Lv4의 강력한 회생제동 단계에서만 정차 제어를 지원하며, 현대자동차 아이오닉 5, 기아 EV6에 탑재됐다.

### 아이 페달 3.0
아이 페달 3.0은 회생제동 단계와 아이 페달 기능을 분리한 점이 특징이며, 기아 EV3에 탑재됐다.
운전자의 기호에 맞춰 모든 회생제동 단계에서 작동을 지원하며, 회생제동 단계를 기존 5단계(Lv.0~Lv.4)에서 4단계(Lv0~Lv3)로 최적화하고 모든 회생제동 단계(Lv0~Lv3)에서 사용이 가능하다. 또한 가장 강력한 감속도인 Lv3에서도 보다 선형적인 회생제동 감속을 구현했으며, 전진 기어와 후진 기어를 번갈아 사용하는 주차 시에도 브레이크 페달을 밟지 않고 가속 페달 조작만으로 가속하거나 완전히 정차할 수 있다.

## 같이 보기
전기차
현대자동차
기아
제네시스
현대자동차그룹